# Bugacpusztaháza
Bugacpusztaháza là một thị trấn thuộc hạt Bács-Kiskun, Hungary. Thị trấn này có diện tích 43 km², dân số năm 2010 là 300 người, mật độ 7 người/km².